# A bolgár újjászületés irodalma

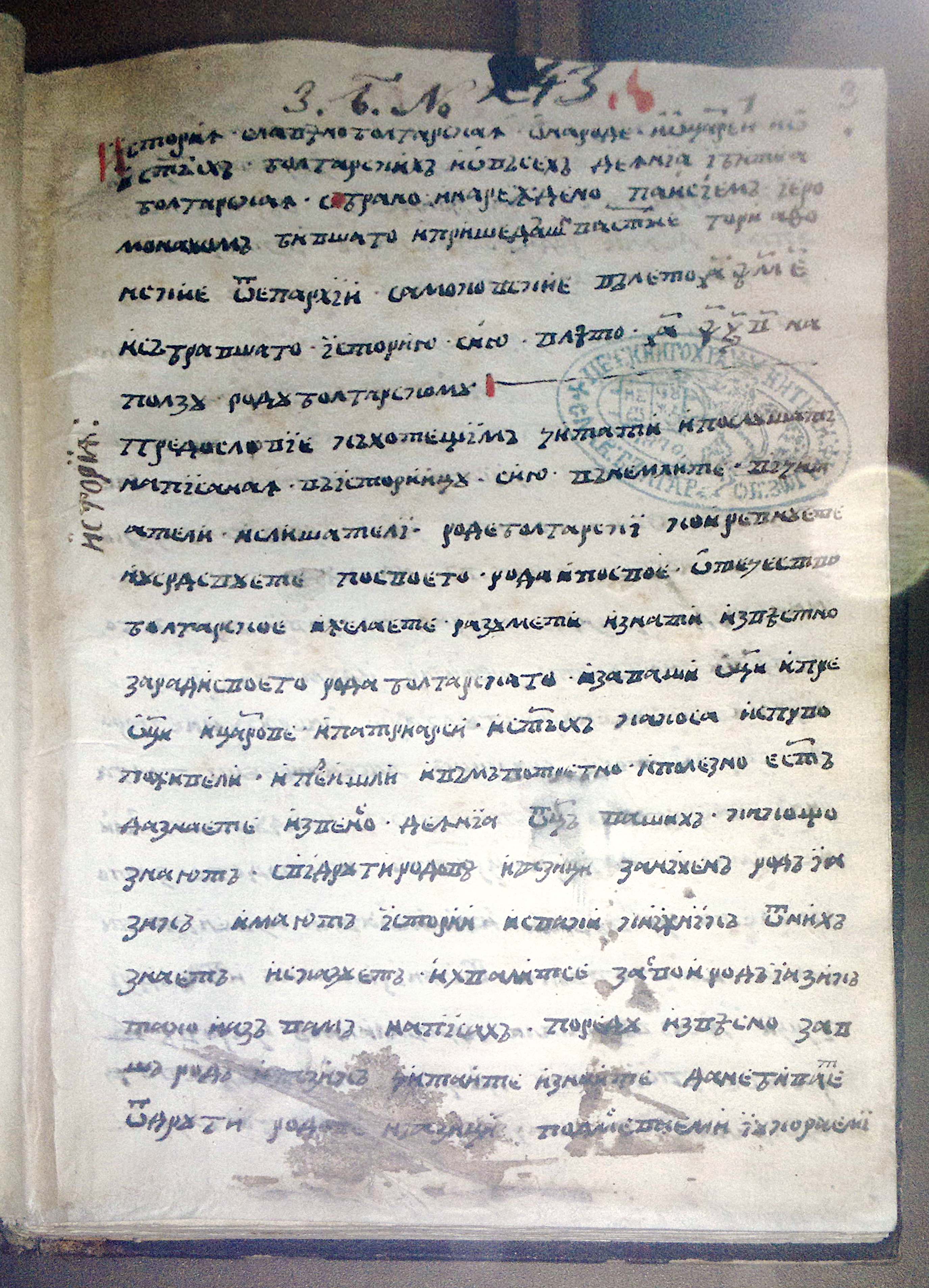
Az Isztorija szlavjanobolgarszkaja kéziratának első oldala

A bolgár újjászületés irodalma 1762-ben kezdődött, Paiszij Hilendarszki Isztorija szlavjanobolgarszkaja („Szláv-bolgár történelem”) című művének megjelenésével, mely a hazafiasságra helyezte a hangsúlyt, és 1878-ig, az oszmán elnyomás alóli felszabadulásig tartott. A korszakot tovább lehet osztani a felvilágosodás irodalmára, a romantikára, egy átmeneti időszakra a romantika és a realizmus között, majd végül az utolsó időszakban a realista művek voltak már a jellemzők. 
A felvilágosodás időszakában születik meg a bolgár nyelvű oktatás, tudomány és közélet. Ekkor dolgozott a bolgár világi próza megteremtője, Szofronij Vracsanszki, és ekkor jelent meg az első bolgár nyelvű tankönyv, a Riben bukvar, és az első bolgár nyelvű újságokat is ekkor kezdték megjelentetni. Számos külföldön tanult értelmiségi szívügyévé vált az oktatás fejlesztése. A felvilágosodást a romantika időszaka követte, melynek célja a nép nyelvének használata volt az irodalomban. Ekkor alkottak az első jelentős, kísérletező költők, mint Najden Gerov, Petko Szlavejkov és Dobri Csintulov. Megjelenik a bolgár költészetben a ballada, az elbeszélő költemény, illetve a lírai vers műfaja.
A 19. század második felében, a hatvanas és hetvenes években egyfajta átmeneti korszak alakult ki a romantika és a realizmus között. Bemutatják az első bolgár drámákat, fellendül a színházi élet. Az első kiemelendő színházi személyiség ebben a korban Dobri Vojnikov volt, akinek legkedveltebb műve, a Krivorazbranata civilizacija görbe tükröt állított a társadalomnak. Megjelenik az első eredeti bolgár elbeszélés is, a Nescsasztna familija, Vaszil Drumev tollából, mely romantikus túlzásokkal mutatja be a nép szenvedését.
A bolgár irodalmi realizmus az orosz realizmus hatására fejlődött, kezdetét Ljuben Karavelov elbeszéléseitől számítják. Ebben az időszakban válik gyakorivá az elbeszélés, a kisregény és a regény műfaja. Karavelov mellett fontos prózaíró személyisége a korszaknak még Ivan Vazov és Aleko Konsztantinov. Ekkor alkotott a bolgárok Petőfije, Hriszto Botev, akit az egyik legnagyobb költőként tartanak számon hazájában. A realizmus korszakának a Miszal-kör megjelenése vetett véget.

## Történelmi háttér
Az Oszmán Birodalom elnyomása alatt a bolgár irodalmi élet szinte megszűnt létezni, csupán néhány kolostorban folyt könyvmásolás és könyvírás. A sokféle adóval sújtott, megtépázott bolgár nép számára az újjászületés mozgalma hozott megváltást. Az újjászületés bolgárul vazrazsdane (възраждане), technikailag a reneszánsz (rinascimento) fordítása, azonban mégsem felel meg a Nyugat-Európában lezajlott reneszánsznak, mert középpontjában nem az ember, hanem a nemzetközpontúság, a „Haza” eszméje áll, ezért jobban lehet az olasz risorgimentóhoz hasonlítani, mint a reneszánszhoz. A bolgár újjászületés időszaka 1762-ben kezdődött és 1878-ig, a török uralom alóli felszabadulásig tartott.
1762-ben készült el ugyanis Paiszij Hilendarszki (Паисий Хилендарски, 1721–1772) Isztorija szlavjanobolgarszkaja (Истори́ѧ славѣноболгарскаѧ, „Szláv-bolgár történelem”) című műve, mely a nemzeti érzelem szenvedélyes kinyilatkoztatása. Hilendarszki arról a monostorról kapta a nevét, ahol szerzetesként élt, itt a görög és szerb szerzetestársai nemzeti érzelmei miatt döntött úgy, hogy papírra veti a bolgár történelmet, hogy a népben felébressze a hazafiasságot és ne szégyelljék a nemzetiségüket. Munkájához rengeteget kutatott, utazott, legendákat gyűjtött. Az elkészült mű nem csak a nép nyelvén született meg, de arra is felhívta a figyelmet, hogy a bolgár népet az elgörögösödés veszélye fenyegeti. Az új bolgár irodalom első munkája tehát a Szláv-bolgár történelem, mely egyébként több helyen megemlíti a magyarokat is.
A bolgár újjászületésre nagy hatást gyakorolt a görög, szerb és orosz kulturális élet. A görögök mindinkább szerették volna visszaszerezni dicsőséges múltjukat, iskolákat nyitottak a Balkán országaiban, sajtótermékeket készítettek. A gazdagabb bolgár kereskedők és a tisztviselői rangokat betöltő csorbadzsik görög iskolákba járatták a gyerekeiket, görögül olvastak, sokan görög nevet vettek fel. Ez a trend azonban másokat arra buzdított, hogy jobban kifejezzék bolgárságukat. Számos szerb szerző munkájából is inspirálódtak az újjászületés korának bolgár írói, a szerb–bolgár kapcsolatok megerősödtek, köszönhetően a közös célnak is, mely a törökök kiűzése volt. Az oroszokkal való kapcsolat erősödése is ehhez köthető, sok bolgár érezte úgy, hogy a cári Oroszország segítsége nélkül az oszmánoktól megszabadulni nem lehet. Ráadásul több tízezer emigráns bolgár élt orosz területen, többen hazatértek és a bolgár mozgalmak élére álltak. Ilyen volt például Dobri Csintulov (Добри Чинтулов), Petko Szlavejkov és Hriszto Botev költő, valamint Ljuben Karavelov (Любен Каравелов) író is. A szerzetesek is kapcsolatban voltak Oroszországgal, számtalan könyvet kaptak onnan. Az 1848–49-es forradalom és szabadságharc leverése után számos magyar és lengyel kapott menedékjogot a törököktől, többen bolgár területen telepedtek le, ahol jelentős szerepet játszottak a zenei és színházi élet szervezésében.

## A felvilágosodás irodalma

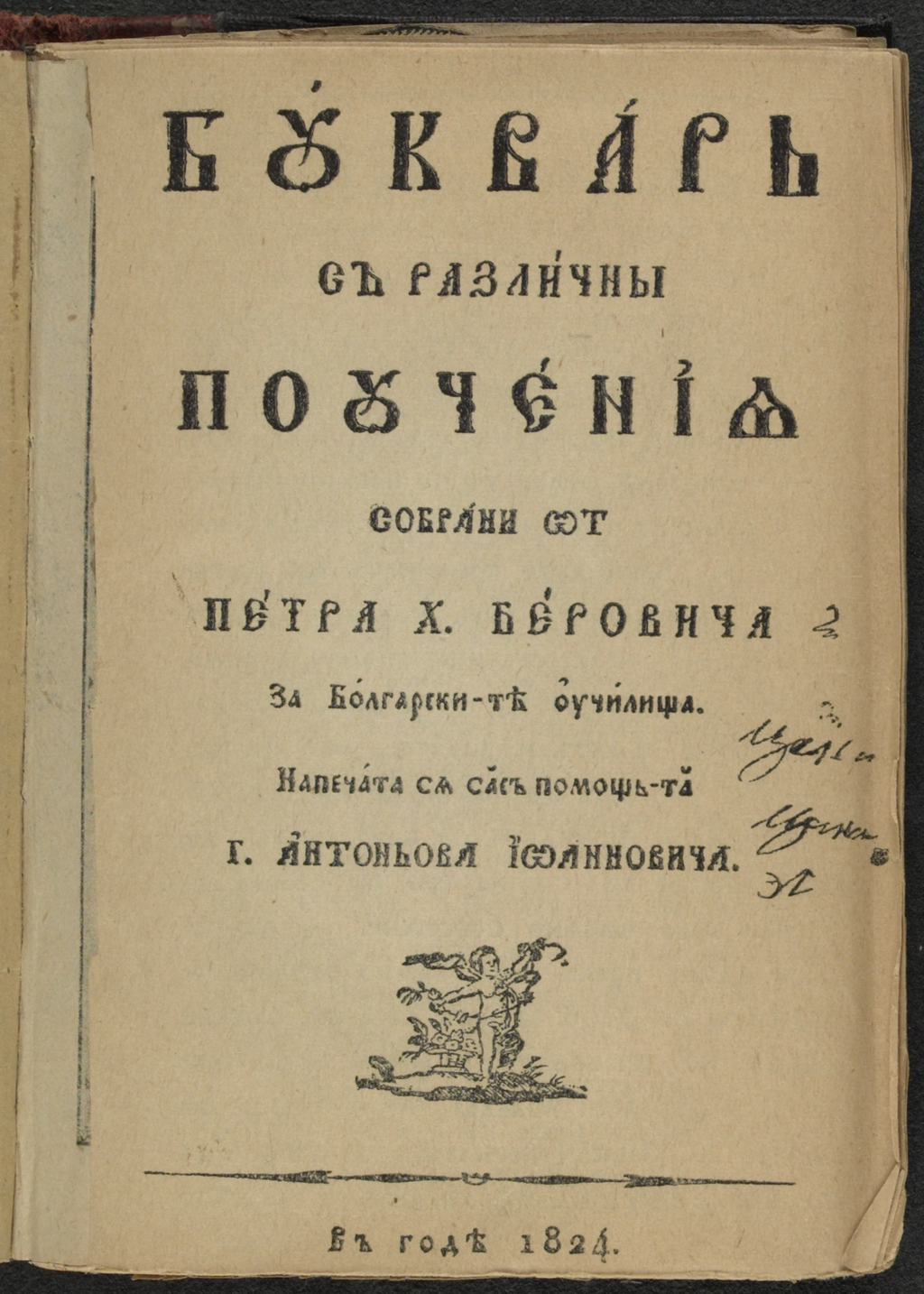
Riben bukvar

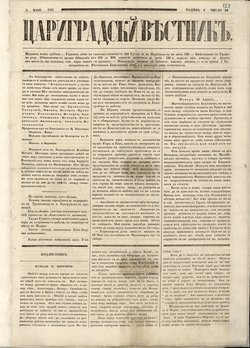
A Carigradszki Vesztnik címoldala

A bolgár felvilágosodás eszméi és más nemzetek hasonló ideái között párhuzamot lehet vonni. Ebben a korszakban születik meg a bolgár nyelvű oktatás, tudomány és közélet. Farkas Baráthi Mónika szerint ezért sokkal inkább tekinthető kultúrtörténeti szakasznak, mintsem irodalomtörténetinek, ugyanakkor fontos ez az időszak, mert létrehozza a bolgár irodalom  későbbi fejlődéséhez szükséges feltételeket. A korszak nevezetes személyeinek többsége külföldön tanult, a külföldi minták alapján próbálták meg létrehozni a bolgár iskolarendszert és könyvkiadást. Erre az időszakra jobbára fordítások és külföldi munkák bolgárosítása a jellemző, eredeti munka alig született.
Paiszij Hilendarszki követője Szofronij Vracsanszki (Софроний Врачански, 1739–1813) vracai püspök, aki az Isztorija szlavjanobolgarszkaját is lemásolta. Leginkább görögből és latinból helyezett át műveket bolgár környezetbe, illetve a már nehezen érthető óegyházi szlávról ültetett át munkákat a köznép nyelvére. Vracsanszki „a bolgár világi próza megteremtője”, a törökök elől Havasalföldre menekülvén írta meg legfontosabb önálló alkotását, önéletrajzi munkáját, Zsitie i sztradanija gresnago Szofronija (Житие и страдания грешнаго Софрония, „A bűnös Szofronij élete és szenvedései”) címmel. Ez a bolgár irodalom  első memoárja, őszinte, humoros, nem mentes az öniróniától sem. Bár saját szenvedéseit vetette papírra, ezek tükrözik a nép akkori gyötrelmeit is. Irodalomtörténészek véleménye szerint valószínűleg nem teljesen önálló mű, egyesek Avvakum protopópa önéletírásának, mások a szerb Dositej Obradović önéletrajzának hatását vélik benne felfedezni. Juhász Péter szerint ennek ellenére a bolgár szépirodalom igen fontos alkotásának kell tekinteni.
A korszakban nagy hangsúlyt fektettek a népművelésre, új iskolarendszer jött létre, melyhez tankönyveket is kellett írni. 1824-ben jelent meg az első, bolgár nyelven íródott tankönyv, a Riben bukvar (Рибен буквар, „Halas ábécé”), Petar Beron (Петър Берон, 1799?–1871) tollából, melyet Vaszil Aprilov (1789–1847) 1835-ben megnyitott iskolájában, az első bolgár világi iskolában kezdtek el használni. A 141 oldalas műben természettudományos adatok, nyelvtan, közmondások, állatmesék és képes illusztrációk is szerepeltek. A gyerekek mellett a felnőttek is szívesen lapozgatták. A könyv a nép nyelvét tükrözte, keleti nyelvjárásban íródott, ami a modern bolgár irodalmi nyelv alapja lett, azon egyszerű okból kifolyólag, hogy az ország keleti fele gazdasági és kulturális szempontból is fejlettebb volt. Beron és Aprilov is a tanítóképzés bevezetését szorgalmazta, Beron pedig áthidaló módszernek a Bell–Lancaster-féle kölcsönös tanítást javasolta, melyet Aprilov iskolája el is kezdett alkalmazni.
Ekkoriban a környező szláv népek tudósai is érdeklődni kezdtek a bolgárok iránt, a szerb Vuk Karadžić (1787–1864) például bolgár népdalokat is gyűjtött. Akinek igazán sokat köszönhetnek a bolgárok, az a ruszin Venelin-Guca György (Юрій Венелін, 1802–1839), akinek Drevnyie i ninyesnyie bolgare (Древние и нынешние болгаре, „Régi és mai bolgárok”) című műve 1829-ben jelent meg és a bolgárokat külön szláv népként kezeli, ellentétben a nyugaton ekkoriban divatos elméletekkel. Ebben a művében bizonygatja, hogy a bolgár nyelv nem más szláv nyelvek tájszólása. Bár a munka alapvetően bolgár emigránsokkal való találkozásából született, így tényszerűsége és történelmi pontossága megkérdőjelezhető, mégis fontos mérföldkőnek számít. Venelin-Guca több könyvet is írt a bolgárokról, és nagy hatással volt a bolgár értelmiségre. Többek között arra az iskolalapító Vaszil Aprilovra is, aki Venelin-Guca munkáit olvasva jutott arra a következtetésre, hogy bolgár nyelvű oktatás nélkül a bolgár népet felemelni nem lehet. Aprilov 1833-ban Gabrovóban létrehozott népiskolájában tanított Neofit Rilszki (Неофит Рилски, 1793–1881) szerzetes, aki azonban az egyház elveivel ellentétesen azt vallotta, hogy a népnek iskolákra és tankönyvekre van szüksége, a templom csak ezután következhet. Ugyancsak Venelin munkája inspirálta Neofit Bozvelit (Неофит Бозвели, 1785?–1848), aki Szlavenobolgarszkoe detevodsztvo (Славеноболгарское детеводство, „Szláv-bolgár gyermekgondozás”) címmel adott ki tankönyvet, melyben mindenféle hasznos tanácsok is voltak, nyelvtani táblázatok, mesék és a műveltségről szóló esszék mellett. 1846-os Placs bednija mati Bolgarii (Плач бедния мати Болгарии, „Szegény Bulgária-anya kiáltása”) című műve dialógus formátumú, a korabeli helyzetet jól leírja, a bolgár nép szenvedéseiért és elnyomásáért a törökökön kívül a csorbadzsikat is hibáztatja.
Az 1840-es években megjelentek az első bolgár nyelvű újságok is. 1842-ben jelent meg a Ljuboszlovie (Любословие, „Filológia”) című folyóirat Konsztantin Fotinov (Константин Фотинов, 1790?–1858) jóvoltából, az első bolgár újságot pedig Ivan Bogorov (Иван Богоров, 1820–1892) adta ki 1846-ban Lipcsében Balgarszki Orel (Български орел, „Bolgár Sas”) címmel, melynek csupán három száma látott napvilágot. 1848-ban Bogorov újabb lapot indított, Carigradszki Vesztnik (Цариградски вестник, „Konstantinápolyi Hírnök”, 1848–1863) címmel, Konstantinápolyban. Ebben az újságban több költő és népművelő is publikált.

## Romantika
A felvilágosodást, akárcsak más balkáni népeknél, a romantika követte, ez azonban sokban különbözik a Nyugat-Európában ismert romantikától, mely a felvilágosodás megtagadása. Ezzel szemben a kelet-európai romantika a nép nyelvén hozta létre a szépirodalmat, azért, hogy megvalósíthassa a felvilágosodásban kikristályosodott nemzeti kulturális eszméket. Az 1840-es években létrejön a lírai költészet a bolgár irodalomban, az odesszai irodalmi körnek köszönhetően. Ekkor alkottak az első jelentős, kísérletező költők, mint Najden Gerov (Найден Геров, 1823–1900), Dobri Csintulov (1823–1886), majd olyan fontos személyiségek jöttek, mint Petko Szlavejkov (1827–1895) és Hriszto Botev (1848–1876). Ekkoriban tűnik fel a bolgár költészetben a ballada, az elbeszélő költemény, illetve a lírai vers műfaja. A szerzemények hangneme forradalmi jellegű, pátoszi. Ebben az időszakban jelenik meg a nemzeti-romantikus dráma is.
A korszak és egyben a bolgár irodalom első igazán kimagasló költője Petko Szlavejkov volt, aki tanítóként dolgozott, és újságokat is szerkesztett. Népköltészeti alkotásokat és közmondásokat gyűjtött, és létrehozta a bolgár gyermekirodalmat. Első versei szentimentálisak voltak, a krími háborút követően azonban a hangvétele hazafiassá vált. Árulással vádolta meg a csorbadzsikat és a fanariótákat. Elbeszélő költeményei közül kiemelkedik az Izvort na belonogata (Изворът на белоногата, „Fejérlábú lány forrása”), melyet 1873-ban írt. Ennek a költeménynek a hazafias, bátor főhősnője a bolgár ellenállás szimbóluma lett.
Itt érdemes megemlékezni Georgi Rakovszki (Георги Раковски, 1821–1867) munkásságáról is, aki ugyancsak az újjászületés korának egyik kiemelkedő alakja, publicista, a forradalmi nézetek elkötelezett támogatója, szabadcsapatok szervezője, és költő is volt egy személyben. Irodalmi szempontból, technikailag nem volt jelentős költő, azonban az ideológiai harcban mutatott tevékenysége, szenvedélyes erejű agitációja miatt mégis fontos a bolgár irodalom számára. Fő műve a Gorszki patnik (Горски пътник, „Erdei utas”) című – befejezetlen – elbeszélő költemény, melyet 1853-ban kezdhetett el írni, miközben bujkált. A költemény főszereplői egy szabadcsapat tagjai, akik hányatott sorsukról mesélnek.

## Átmenet a realizmusba

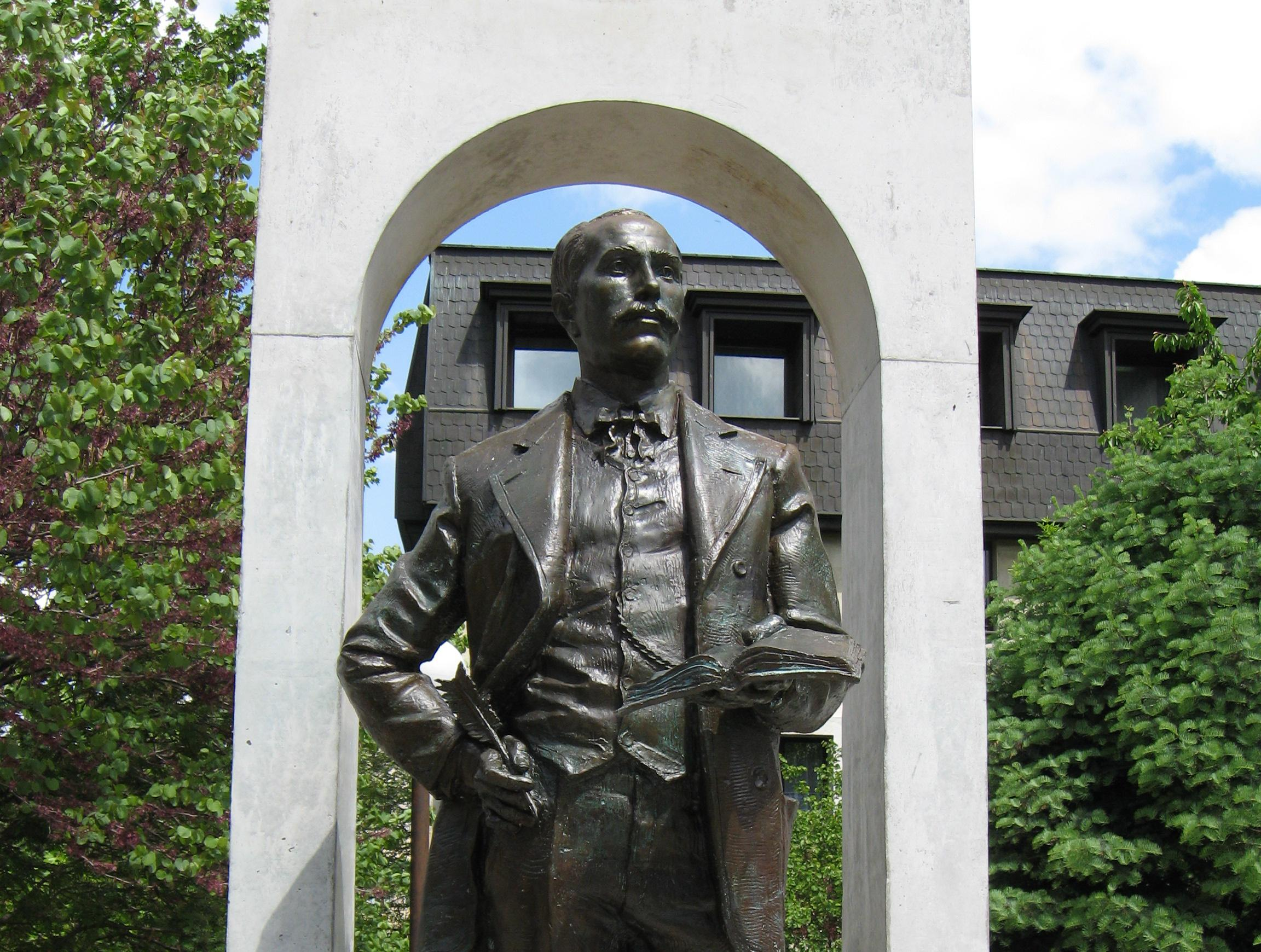
Dobri Vojnikov szobra Sumenben

A 19. század második felében, a hatvanas és hetvenes években egyfajta átmeneti korszak alakult ki a romantika a realizmus között. Ekkoriban jelennek meg azok a stílusjegyek, amelyek a realizmusra jellemzők, elősegítve a próza- és drámairodalom fejlődését. Szigorú időbeli határokat azonban nem lehet kijelölni, ez az átmenet sokáig jellemző volt a bolgár irodalomra. A bolgár dráma az 1850-es évekre vezethető vissza, a színházi élet kialakulásában szerepet játszottak magyar és lengyel emigránsok is, akik a szabadságharc után menekültek Bulgáriába. Korábban is léteztek népi játékok, melyeket különleges alkalmakkor (házasságkötés, ünnepek) mutattak be. Az 1850-es években ezek kezdtek színházi jelleget ölteni: a szereplők jelmezbe öltöztek és improvizáltak. A másik sarkalatos pontja a bolgár dráma kialakulásának az iskolai tanévzárókon előadott dialógus volt, melynek keretében egymással ellentétes értékeket képviselő szereplők vitatkoztak. Az első színielőadások még nem igazán hasonlítottak a ma ismert színházra, de a szövegbe mindig beleszőtték a hazafias motívumokat, úgy, hogy a jelen lévő oszmán küldöttek ne érthessék. Az előadásoknak így egyfajta népnevelő célja is volt. Ekkor még nem mutattak be bolgár darabokat.
Az első kiemelendő színházi személyiség ebben a korban Dobri Vojnikov (Добри Войников, 1833–1878), aki Szava Dobroplodni (Сава Доброплодни, 1820–1894), az első bolgár rendező tanítványa volt. Történelmi témájú drámákat írt, a színházat népnevelésre kívánta felhasználni. Népszerű művei közé tartozott a Rajna knyagina (Райна княгина, „Rajna hercegnő”, 1866), a Pokrastenie na preszlavszkija dvor (Покръщение на преславския двор, „A preszlávi udvar megkeresztelkedése”, 1868), a Vazcarjavaneto na Kruma Sztrasnij (Възцаряването на Крума Страшний, „Rettenetes Krum cárrá koronázása”, 1871). Vígjátékokat is írt, melyeken Molière hatása érződik. Ezek közül a legkedveltebb a Krivorazbranata civilizacija (Криворазбраната цивилизация, „Mi is az a civilizáció?/Félreértelmezett civilizáció”, 1871), mely Romániában és Prágában is sikert aratott a színpadon. A mű görbe tükör a társadalomnak, kigúnyolja a sznobizmust és az idegenmajmolást, és szatirikusan ábrázolja a fanarióták kétszínűségét. Bár a darab jellemformálása kiforratlan, a helyzetteremtés jó színpadi érzéket sejtet. Ugyanakkor Vojnikov drámáit gyakorta kritizálták széteső szerkezetük, dramaturgiai hiányosságaik miatt.

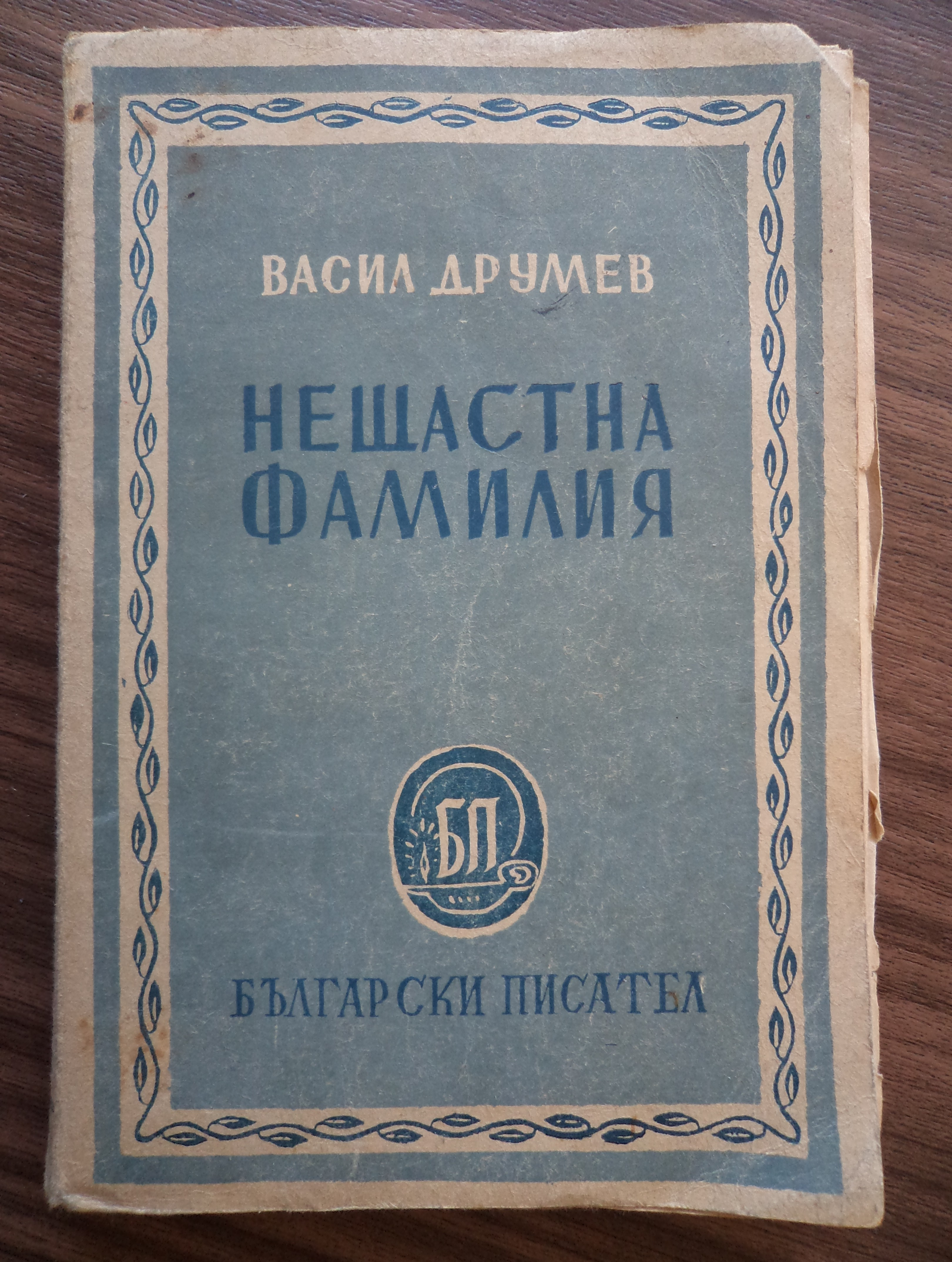
Drumev Nescsasztna familija című művének 1947-es kiadása

Az első önálló, eredeti bolgár elbeszélés, a Nescsasztna familija (Нещастна фамилия, „A szerencsétlen család”) 1860-ban keletkezett, Vaszil Drumev (Васил Друмев, 1840–1901) tollából. A mű a nép szenvedését mutatja be egy család viszontagságain keresztül. Az elbeszélésben keveredik a romantika, a realizmus, a szentimentalizmus és a naturalizmus; az író túlzásokba esik, a főhősök kiforratlanok, egyoldalúak, romantikusan felnagyítottak, mellyel az író célja az olvasó figyelmének lekötése, érzelmeinek felkorbácsolása volt. A Nescsasztna familija nagy sikert aratott, többen utánozni is kezdték Drumevet.
Drumev írta az első igazán jelentős drámát is 1872-ben, melynek címe Ivanko, ubiect na Aszenya (Иванко, убиецът на Асеня, „Ivanko, I. Aszen gyilkosa”). A történet szerint az egykori görög helytartó által felbujtott Ivanko bojár megöli a cárt, hogy saját magát koronázza meg, azonban a bojárok, Ivan atya vezetésével, megvédik az országot a bizánciak ármánykodásától. A történelmi jellegű mű azt üzente a bolgároknak, hogy csak összefogással lehet túlélni, azonban a görögellenes érzelmekre fókuszált leginkább, és Ivanko alakját sem sikerült megfelelő mélységben kidolgozni, az események fő mozgatórugója így a görög helytartó. Drumev maga a Bolgár Irodalmi Társaság egyik alapítója volt, és kétszer is ellátta az ország miniszterelnöki feladatait rövidebb időre.

## Realizmus
A nyugati realizmussal ellentétben Bulgáriában nem a romantikával való szembenállás eredménye volt az irányzat megjelenése az irodalomban, hanem az orosz realizmus hatására alakult ki. Kezdetben a hitelesség volt a legfőbb szempont, így a művek inkább a dokumentumprózához tartoznak, csupán Elin Pelin (Елин Пелин, 1877–1949) munkásságánál beszélhetünk magas művészi teljesítményről. A realizmus a bolgár irodalomban – és általában a szláv irodalmakban – sokáig összefonódott a romantikával. A bolgár realizmus kezdetét Ljuben Karavelov (1834–1879) moszkvai időszaka után született műveitől számítják. Ebben az időszakban válik gyakorivá az elbeszélés, a kisregény és a regény műfaja. Karavelov mellett fontos prózaíró személyisége a korszaknak még Ivan Vazov (1850–1921) és Aleko Konsztantinov (Алеко Константинов, 1863–1897) is. Ebben az időszakban meg kell említeni Hriszto Botev (1848–1876) költő tevékenységét is. A realizmus korszakának a Miszal-kör megjelenése vetett véget Bulgáriában.

Ljuben Karavelov a bolgár újjászületés egyik fontos alakja, nem csak író volt, de publicista, irodalomkritikus és folklorista is, aki Szerbiában, Romániában és Oroszországban is lakott egy ideig. A moszkvai irodalmi körök hatására kezdett elbeszéléseket írni. Művei közül kiemelkedik az 1867-ben keletkezett kisregénye, a Balgari ot sztaro vreme (Българи от старо време, „Régi idők bolgárai”, mely egy kisvárosi család életén át a családi despotizmust ítéli el humorral fűszerezve. Főhősei nem egyértelműen negatívak, az író néha kifejezetten emberséggel és szeretettel fordul feléjük. Karavelov rengeteg etnográfiai adatot, népszokást zsúfolt az elbeszélésbe, ami miatt a fő cselekményszál másodlagossá válik. Az 1870 körül írt Maminoto detence (Маминото детенце, „Mama kedvence”) már jóval erőteljesebben kritizálja a társadalmat, a humor helyett már a szatíra eszközeivel él Karavelov. Főszereplője a rossz neveltetése miatt parazita életmódot folytat; ez a csorbadzsik kritikája, a normáktól való elszakadás következményeire figyelmeztet vele. Az író nem is igazán a neveltetésben látja a fő problémát, hanem a szülőket körülvevő társadalmi környezetben és életfelfogásban.
A kor másik legendás alakja a Petőfi Sándorral gyakran összehasonlított Hriszto Botev, aki bár rövid élete folyamán mindössze 20 verset írt, mégis a bolgár irodalom egyik legjelentősebb költőjeként tartják számon. Petőfihez hasonlóan népe szabadságáért küzdött, úgy a csatatéren, mint a költeményein keresztül. Költészetére a realizmus és a romantika keveredése a jellemző, és a népköltészet hagyományaira támaszkodik. Ismertebb költeményei: Majce szi (Майце си, Anyám),  Do moeto parvo libe (До моето първо либе, Első szerelmemhez), Na proscsavane (На прощаване, Búcsú), Mojata molitva (Моята молитва, Az én imádságom), Obeszvaneto na Vaszil Levszki (Обесването на Васил Левски, Vaszil Levszki fölakasztása). Nem csak költőként tevékenykedett, forradalmi hangvételű cikkeket írt újságokba, rendkívül tájékozott volt a nemzetközi politikában és rendszerszinten gondolkodott a forradalomról. Akárcsak Petőfit, Botevet is a harctéren érte a halál, miközben szabadcsapatával törökök ellen viaskodott.
A bolgár újjászületés korszakának a török uralom alóli felszabadulás vetett véget és nyitott új korszakot a bolgár irodalomban.